# Sugao Kambe
Sugao Kambe (født 2. august 1961) er en japansk fodboldspiller. Han var i perioden 2002-2003 træner for Filippinernes fodboldlandshold.